# Dominik Zadora
Dominik Zadora (ur. 30 kwietnia 1991 w Bolesławcu) – polski kick-bokser walczący w wadze półśredniej oraz zawodnik muay thai. Były mistrz formuły K-1 w takich federacji jak m.in: ISKA (Europy), FEN czy DSF Kickboxing Challenge oraz mistrz Polski w PZKB. Czterokrotny mistrz Polski w muay thai, zdobywca pucharów Polski i Świata w muay thai oraz pucharu świata w kick-boxingu, wicemistrz świata kick-boxingu.

## Taekwondo i muay thai
Pierwsze kroki w sportach walki stawiał już jako czterolatek w miejscowym klubie Teakwon-Do w Bolesławcu, prowadzonym przez swojego ojca Tomasza wraz wspólnie z dwoma przyjaciółmi. Pierwszy sukces odniósł w wieku 10 lat, kiedy wygrał na swoich pierwszych zawodach. Ogólnopolski turniej taekwondo odbywał się w jego rodzinnym mieście. W finale pokonał przez nokaut ówczesnego mistrza Europy w tej kategorii wiekowej.
Następnie przeszedł na muay thai, sięgając aż czterokrotnie po mistrzostwo Polski. Startował także na mistrzostwach świata i Europy w tej dziedzinie.
W powrocie do formuły muay thai 12 kwietnia 2024 po pięciu rundach zremisował walkę z reprezentantem Tajlandii.

## Kariera kick-bokserska
Ostatecznie skupił się na kick-boxingu, w którym pierwszą swoją walkę stoczył w wieku 18 lat.
28 marca 2015 roku na gali Ronin Championship w podlondyńskim Aldershot zdobył tytuł zawodowego mistrza Europy K-1 federacji International Sport Karate Association w kategorii wagowej do 72 kg. Przeciwnikiem Zadory był Rumun – Alexandru Ciolac, którego pokonał przez TKO już w pierwszej rundzie. Dla Zadory był to pierwszy, odniesiony sukces w tej formule.
W 2018 roku dołączył do federacji Fight Exclusive Night i podczas gali FEN 23 (12.01.2019) odebrał pas mistrza w wadze półśredniej doświadczonemu Łukaszowi Pławeckiemu. Trzy dni później organizacja FEN nagrodziła zawodników dodatkowym bonusem pieniężnym za najlepszą walkę wieczoru tamtego wydarzenia.
Następnie 26 kwietnia 2019 podczas DSF 22 zdobył pas mistrzowski federacji DSF Kickboxing Challange, po pokonaniu w drugiej rundzie przez TKO Marcina Mazurkiewicza. Był to jednorazowy występ Zadory dla tej organizacji.
Do pierwszej obrony tytułu FEN przystąpił 12 października 2019 podczas gali FEN 26: The Greatness. Zadora mimo początkowej przewagi w walce, z czasem inicjatywę kontroli przejął pretendent do tytułu. Ostatecznie „Japoński Drwal” nie był w stanie kontynuować walki przez kontuzję ręki, a nowym mistrzem został Wojciech Wierzbicki.
Powrót na ścieżkę odnotował 13 czerwca 2020 podczas wydarzenia FEN 28: Lotos Fight Night, na którym to pokonał jednogłośnie na punkty Piotra Sokoła.
W kolejnej walce, którą stoczył 3 października 2020 na FEN 30: Lotos Fight Night Wrocław odzyskał tytuł mistrza FEN w wadze półśredniej, wygrywając jednogłośną decyzją sędziowską z Wojciechem Wierzbickim. Federacja FEN wyróżniła pojedynek bonusem za najlepszą walkę wieczoru.
27 marca 2021 na FEN 33: Lotos Fight Night Warszawa zwyciężył jednogłośnie na punkty z Czechem, Pavlem Šachem. Pojedynek nie toczył się o tytuł Zadory.
Następnie w jednorazowym występie dla nowopowstałej, kick-bokserskiej federacji Kickboxing Fight Night, stworzonej przez właścicieli Fight Exclusive Night wygrał z Grzegorzem Chmielowcem. W stawce pojedynku dla zwycięzcy był tytuł mistrza Polski, który zdobył Dominik Zadora, wygrywając z rywalem przez TKO (trzy liczenia) w pierwszej odsłonie.
27 listopada 2021 w powrocie do FEN stracił ponownie pas mistrzowski, ulegając Czechowi pochodzącemu z Armenii – Anatolijowi Hunanjanowi przez techniczny nokaut w trzeciej odsłonie.
3 czerwca 2022 w Nowym Targu podczas gali Babilon MMA 28 przegrał przez TKO (przerwanie przez lekarza) w pierwszej rundzie z Rafałem Dudkiem. Jeszcze w październiku tego samego roku podczas gali FEN 42: Tauron Fight Night Wrocław miało dojść do rewanżowego starcia zawodników. Ostatecznie na kilka dni przed tym wydarzeniem Zadora ogłosił, że wypada z tej walki przez poważną kontuzję kręgosłupa.
Po dwuletniej przerwie powrócił do formuły kick-bokserskiej, tocząc rewanżowy pojedynek z Rafałem Dudkiem na czerwcowej gali Babilon MMA 45. Ponownie przegrał z Dudkiem, jednak tym razem na pełnym dystansie werdyktem jednogłośnym.

## Inne formuły
W maju 2023 roku federacja Prime Show MMA organizujące gale typu freak show fight ogłosiła Zadorę nowym nabytkiem, który zawalczy w walce wieczoru gali Prime 5. Rywalem „Japońskiego Drwala” był Kasjusz Życiński znany w internecie pod pseudonimem „Don Kasjo”. Pojedynek odbył się w formule bokserskiej w rękawicach do MMA. Mimo pozycji tzw. underdoga wygrał z faworyzowanym rywalem przez techniczny nokaut w trzeciej rundzie.
Następnie we wrześniu konkurencyjna, freakowa organizacja Fame MMA ogłosiła walkę Dominika Zadory z innym celebrytą, Alanem Kwiecińskim. Starcie zaplanowano w formule MMA na galę Fame Friday Arena 2, która odbyła się 29 września 2023 w szczecińskiej Netto Arenie. Przegrał walkę poprzez poddanie – duszeniem gilotynowym w pierwszej rundzie.
W trzecim pojedynku w tzw. freak figtach zawalczył z Michałem Pasternakiem w ramach grudniowej gali Fame: Reborn. Starcie zawodników zaplanowano na zasadach boksu w rękawicach do MMA. Przegrał przez niejednogłośną decyzję sędziów, którzy punktowali w stosunku 29:28, 29:28, 28:29.
26 października 2024 podczas Prime 10 w Ostrowcu Świętokrzyskim, zawalczył w formule boksu w rękawiach do MMA z Krzysztofem Rytą. W ostatniej rundzie Zadora sfaulował rywala nielegalnym łokciem w tył głowy, po którym ten padł na matę i nie był w stanie kontynuować walki. Pojedynek został zakończony, a Zadora został ukarany odjęciem mu punktów. Wynik objęły jedynie karty punktowe do momentu przerwania. Ostatecznie sędziowie niejednogłośnie wskazali zwycięstwo Ryty. Do rewanżu zawodników doszło na następnej gali (Prime 11), która odbyła się 11 stycznia 2025 w Ostrowie Wielkopolskim. Zadora stoczył pojedynek nie tylko z Rytą, ale też z Jackiem Murańskim, który był z nim w duecie. Starcie dwóch zawodników na jednego miało specjalne zasady. Ryta walczył w każdej z trzech rund dwie minuty walki, zaś Murański na minutę przed końcem każdej rundy wchodził za Rytę do walki z Zadorą. Zawodnicy walczący w duecie byli także punktowani jako jeden zawodnik. Nietypowa konfrontacja zakończyła się zwycięstwem „Japońskiego Drwala” jednogłośnie na kartach punktowych.
5 lipca 2025 Zadora wziął udział w nietypowym pojedynku podczas gali Prime 13 we Wrocławiu. Starcie odbyło się w nowatorskiej formule nazwanej „Trójkąt Bermudzki”, w której trzej zawodnicy –Zadora, Krzysztof „Żołnierz” Ryta i Błażej „Bambo” Bahar – rywalizowali na zasadach bokserskich w rękawicach do MMA. Walka była podzielona na rotacje – co minutę następowała zmiana pary walczących, tak by każdy zawodnik miał okazję zmierzyć się z pozostałymi. W szóstej minucie pierwszej rundy Zadora znokautował „Bambo” ciosami sierpowymi, eliminując go z dalszej rywalizacji. Po nokaucie walka toczyła się dalej pomiędzy „Japońskim Drwalem” a „Żołnierzem”. W drugiej rundzie, która rozpoczęła się od nowa po eliminacji jednego z zawodników, obaj kontynuowali pojedynek przez kilkanaście minut. Zadora walczył wówczas głównie jedną ręką, prawdopodobnie z powodu kontuzji lewej kończyny, mimo to prowadził wyrównaną rywalizację. Ostatecznie, po ponad 15 minutach walki, obaj zawodnicy niemal równocześnie zrezygnowali z dalszego pojedynku, sygnalizując zakończenie starcia poprzez jednoczesne odklepanie. W związku z tym walka zakończyła się werdyktem no contest (bez rozstrzygnięcia).

## Osiągnięcia[8]

### Boks tajski
- Czterokrotny mistrz Polski muay thai[45]
- 2009: Puchar Polski muay thai[46]
- 2014: Puchar Świata w muay thai federacji WKF do 75 kg[47]

### Kick-boxing
- Puchar Świata kickboxingu
- Vice mistrz świata kickboxingu
- International Sport Karate Association
  - 2015: Zawodowy mistrz Europy ISKA w formule K-1 do 72 kg[3]
- DSF Kickboxing Challenge
  - 2019: Mistrz federacji DSF Kickboxing Challange w formule K-1 w wadze półśredniej do 75 kg[5]
- Fight Exclusive Night
  - 2019: Mistrz federacji FEN w formule K-1 w wadze półśredniej do 77 kg[4]
  - 2020: Mistrz federacji FEN w formule K-1 w wadze półśredniej do 77 kg[20]
- Polski Związek Kickboxingu
  - 2021: Mistrz Polski PZKB w formule K-1 do 91 kg[7]

## Lista walk

### Kick-boxing (niepełna)
| Wynik     | Przeciwnik (bilans przed walką) | Rozstrzygnięcie                                     | Runda | Czas | Rozgrywki                                      | Data       | Miejsce    | Uwagi                                                                                          |
| --------- | ------------------------------- | --------------------------------------------------- | ----- | ---- | ---------------------------------------------- | ---------- | ---------- | ---------------------------------------------------------------------------------------------- |
| Przegrana | Rafał Dudek (31-17)             | Decyzja (jednogłośna)                               | 3     | 3:00 | Babilon MMA 45: Rakowicz vs. Polityło          | 01.06.2024 | Nowy Targ  | Co-Main Event                                                                                  |
| Przegrana | Rafał Dudek                     | TKO (przerwanie przez lekarza)                      | 1     | 2:27 | Babilon MMA 28: Wawrzyniak vs. Łaguna          | 03.06.2022 | Nowy Targ  | Co-Main Event                                                                                  |
| Przegrana | Anatolij Hunanjan               | TKO (liczenie - niezdolność do kontynuowania walki) | 3     | N/A  | FEN 37: Energa Fight Night Wrocław             | 27.11.2021 | Wrocław    | Stracił pas mistrzowski FEN w kategorii półśredniej. Co-Main Event                             |
| Wygrana   | Pavel Šach                      | Decyzja (jednogłośna)                               | 3     | 3:00 | FEN 33: Lotos Fight Night Warszawa             | 27.03.2021 | Warszawa   | Limit umowny -80 kg. Walka nie tyczyła się o pas mistrzowski FEN. Co-Main Event                |
| Wygrana   | Wojciech Wierzbicki             | Decyzja (jednogłośna)                               | 5     | 3:00 | FEN 30: Lotos Fight Night Wrocław              | 03.10.2020 | Wrocław    | Zdobył pas mistrzowski FEN w kategorii półśredniej. Bonus za walkę wieczoru. Co-Main Event     |
| Wygrana   | Piotr Sokół                     | Decyzja (jednogłośna)                               | 3     | 3:00 | FEN 28: Lotos Fight Night                      | 13.06.2020 | Nieporaz   |                                                                                                |
| Przegrana | Wojciech Wierzbicki             | TKO (niezdolność do kontynuowania walki)            | 3     | 3:00 | FEN 26: The Greatness                          | 12.10.2019 | Wrocław    | Stracił pas mistrzowski FEN w kategorii półśredniej. Co-Main Event                             |
| Wygrana   | Marcin Mazurkiewicz             | TKO (trzy liczenia)                                 | 2     | N/A  | DSF Kickboxing Challenge 22: Droga Wojownika   | 26.04.2019 | Nowy Sacz  | Zdobył pas mistrzowski DSF Kickboxing Challenge w kategorii półśredniej (do 75 kg). Main Event |
| Wygrana   | Łukasz Pławecki                 | KO (niskie kopnięcia)                               | 3     | N/A  | FEN 23: Rebecki vs. Imavov                     | 12.01.2019 | Lubin      | Zdobył pas mistrzowski FEN w kategorii półśredniej. Bonus za walkę wieczoru.                   |
| Wygrana   | Wojciech Kosowski               | Decyzja (jednogłośna)                               | 3     | 3:00 | DSF Kickboxing Challenge 16: Śląskie Tapnięcie | 01.06.2018 | Zabrze     |                                                                                                |
| Przegrana | Anatolij Hunanjan               | TKO (uderzenia na korpus)                           | 2     | N/A  | DSF Kickboxing Challenge 13                    | 03.02.2018 | Wrocław    | Mecz Międzynarodowy K-1 Rules – Polska vs. Czechy.                                             |
| Wygrana   | Szilard Palaga                  | TKO                                                 | 1     | N/A  | EET                                            | 02.12.2017 | Legnica    |                                                                                                |
| Przegrana | Pavel Abozny                    | TKO                                                 | 2     | N/A  | EET                                            | 22.04.2017 | Legnica    |                                                                                                |
| Przegrana | Wojciech Kosowski               | TKO                                                 | 1     | N/A  | Angels of Glory 2                              | 05.11.2016 | Sandomierz | Main Event                                                                                     |
| Przegrana | Nema Hiroto                     | TKO                                                 | 1     | N/A  | Tenkaichi                                      | 31.01.2016 | Okinawa    |                                                                                                |
| Przegrana | Oskar Staszczak                 | KO                                                  | 1     | N/A  | Gladiators of the Cage 2                       | 11.09.2015 | Kraków     | 75 kg.                                                                                         |
| Wygrana   | Alexandru Ciolac                | TKO (low kick)                                      | 1     | N/A  | Ronin Championship                             | 28.03.2015 | Aldershot  | Zdobył pas Zawodowego Mistrza Europy K-1 federacji ISKA w kategorii -72 kg.                    |

### Boks
| Wynik     | Bilans   | Przeciwnik (bilans przed walką)           | Rozstrzygnięcie                                                              | Runda | Czas | Rozgrywki                               | Data       | Miejsce                 | Uwagi |
| --------- | -------- | ----------------------------------------- | ---------------------------------------------------------------------------- | ----- | ---- | --------------------------------------- | ---------- | ----------------------- | --- |
| Nieodbyta | 2-2. 1NC | Krzysztof Ryta (1-3)                      | No contest (zawodnicy w tym samym momencie odklepali w matę, poddając walkę) | 2     | N/A  | Prime 13: Taazy vs. Tańcula             | 05.07.2025 | Wrocław                 | Boks w rękawicach do MMA. Specjalne zasady: walka trzech zawodników na raz, każdy na każdego. Zadora wyeliminował Bahara w 1 rundzie, jednak starcie policzone jako jedna walka. W drugiej rundzie Zadora oraz Ryta poddali walkę.                        |
| Nieodbyta | 2-2. 1NC | Błażej Bahar (0-0)                        | TKO (ciosy sierpowe)                                                         | 1     | N/A  | Prime 13: Taazy vs. Tańcula             | 05.07.2025 | Wrocław                 | Boks w rękawicach do MMA. Specjalne zasady: walka trzech zawodników na raz, każdy na każdego. Zadora wyeliminował Bahara w 1 rundzie, jednak starcie policzone jako jedna walka. W drugiej rundzie Zadora oraz Ryta poddali walkę.                        |
| Wygrana   | 2-2      | Krzysztof Ryta (1-2) Jacek Murański (0-0) | Decyzja (jednogłośna)                                                        | 3     | 1:00 | Prime 11: Don Kasjo vs. Polish Zombie 2 | 11.01.2025 | Ostrów Wielkopolski     | Walka 1 kontra 2 w wadze średniej. Boks w małych rękawicach do MMA. Specjalne zasady: Ryta i Murański zmieniają się co runde, po 2 minutach rundy Murański wchodzi na minute zamiast Ryty. Zawodnicy walczący w duecie są puntkowani jako jeden zawodnik. |
| Wygrana   | 2-2      | Krzysztof Ryta (1-2) Jacek Murański (0-0) | Decyzja (jednogłośna)                                                        | 3     | 2:00 | Prime 11: Don Kasjo vs. Polish Zombie 2 | 11.01.2025 | Ostrów Wielkopolski     | Walka 1 kontra 2 w wadze średniej. Boks w małych rękawicach do MMA. Specjalne zasady: Ryta i Murański zmieniają się co runde, po 2 minutach rundy Murański wchodzi na minute zamiast Ryty. Zawodnicy walczący w duecie są puntkowani jako jeden zawodnik. |
| Przegrana | 1-2      | Krzysztof Ryta (0-2)                      | Techniczna decyzja (niejednogłośna)                                          | 3     | 3:00 | Prime 10: Rafonix vs. Magical 2         | 26.10.2024 | Ostrowiec Świętokrzyski | Walka w małych rękawicach do MMA. Zadorze zostały odjęte punkty za nielegalny cios w tył głowy. |
| Przegrana | 1-1      | Michał Pasternak (0-0)                    | Decyzja (niejednogłośna)                                                     | 3     | 3:00 | Fame: Reborn                            | 09.12.2023 | Łódź                    | Walka w wadze półciężkiej w małych rękawicach do MMA. |
| Wygrana   | 1-0      | Kasjusz Życiński (5-1)                    | TKO (ciosy pięściami)                                                        | 3/6   | N/A  | Prime 5: Don Kasjo vs. Zadora           | 01.07.2023 | Wrocław                 | Walka w małych rękawicach do MMA. Main Event |

### MMA
| Wynik     | Bilans | Przeciwnik (bilans przed walką) | Rozstrzygnięcie                | Runda | Czas | Rozgrywki                                    | Data       | Miejsce  | Uwagi                                                  |
| --------- | ------ | ------------------------------- | ------------------------------ | ----- | ---- | -------------------------------------------- | ---------- | -------- | ------------------------------------------------------ |
| Przegrana | 0-1    | Alan Kwieciński (2-6)           | Poddanie (duszenie gilotynowe) | 1     | 1:56 | Fame Friday Arena 2: Prezes FEN vs. Boxdel 2 | 29.09.2023 | Szczecin | Debiut w MMA. Walka w kategorii średniej (do 83,9 kg). |

## Życie prywatne
Jest żonaty z Agatą, z którą ma córkę Leę. W przeszłości był zawodowym żołnierzem (stopień: starszy szeregowy) i służył w 10 Brygadzie Kawalerii Pancernej (10BKPanc) w Świętoszowie.